# Marida Bolognesi
Marida Bolognesi (Livorno, 18 settembre 1952) è una politica italiana.

## Biografia
Fin da giovane aderisce a Democrazia Proletaria, con cui è candidata alle elezioni europee del 1989 nella circoscrizione dell'Italia centrale, ottiene 1606 preferenze e non viene eletta.
Dal 1991 confluisce nel Partito della Rifondazione Comunista, con il quale alle elezioni politiche del 1992 è eletta deputata nella circoscrizione di Genova (Genova- Imperia-La Spezia-Savona), per via della rinuncia di Andrea Sergio Garavini (che opta per la circoscrizione di Roma).
Alle elezioni del 1994 è rieletta deputata nel collegio uninominale di Sarzana (sistema maggioritario) sostenuta dall'Alleanza dei Progressisti (in quota PRC).
A giugno 1995 abbandona Rifondazione Comunista con la scissione del Movimento dei Comunisti Unitari e passa al Gruppo misto. 
Alle elezioni politiche del 1996 è nuovamente eletta deputata nelle liste del Partito Democratico della Sinistra, nella quota proporzionale della circoscrizione Liguria. Durante la XIII Legislatura ha ricoperto la carica di Presidente della XII Commissione (Affari sociali) della Camera dei Deputati.
Nel 1999, con lo scioglimento del PDS, aderisce ai Democratici di Sinistra.
Alle elezioni politiche del 2001 è eletta per la quarta volta deputata, nelle liste dei DS, nella quota proporzionale della circoscrizione Toscana. Conclude il proprio mandato parlamentare nel 2006.